# Hesperidina
Hesperidina és un glucòsid flavonoide que es troba en els fruits dels cítrics. La seva forma aglicona s'anomena hesperetina. El seu nom deriva d'"hesperidi" (fruits dels cítrics) 
L'hesperidina va ser aïllada primer l'any 1828 per Lebreton de la part blanca del fruit dels cítrics (mesocarpi, albedo).
Es creu que l'hesperidina té un paper en la defensa de les plantes.

### Rutaceae
- 700 - 2,500 ppm en el fruit de Citrus aurantium L. - Bitter Orange, Petitgrain[3]
- en el suc de taronja (Citrus sinensis)
- en Zanthoxylum gilletii[4]
- en la llimona[5]
- en la Llimona dolça[5]
- en fulles d'Agathosma serratifolia

### Lamiaceae

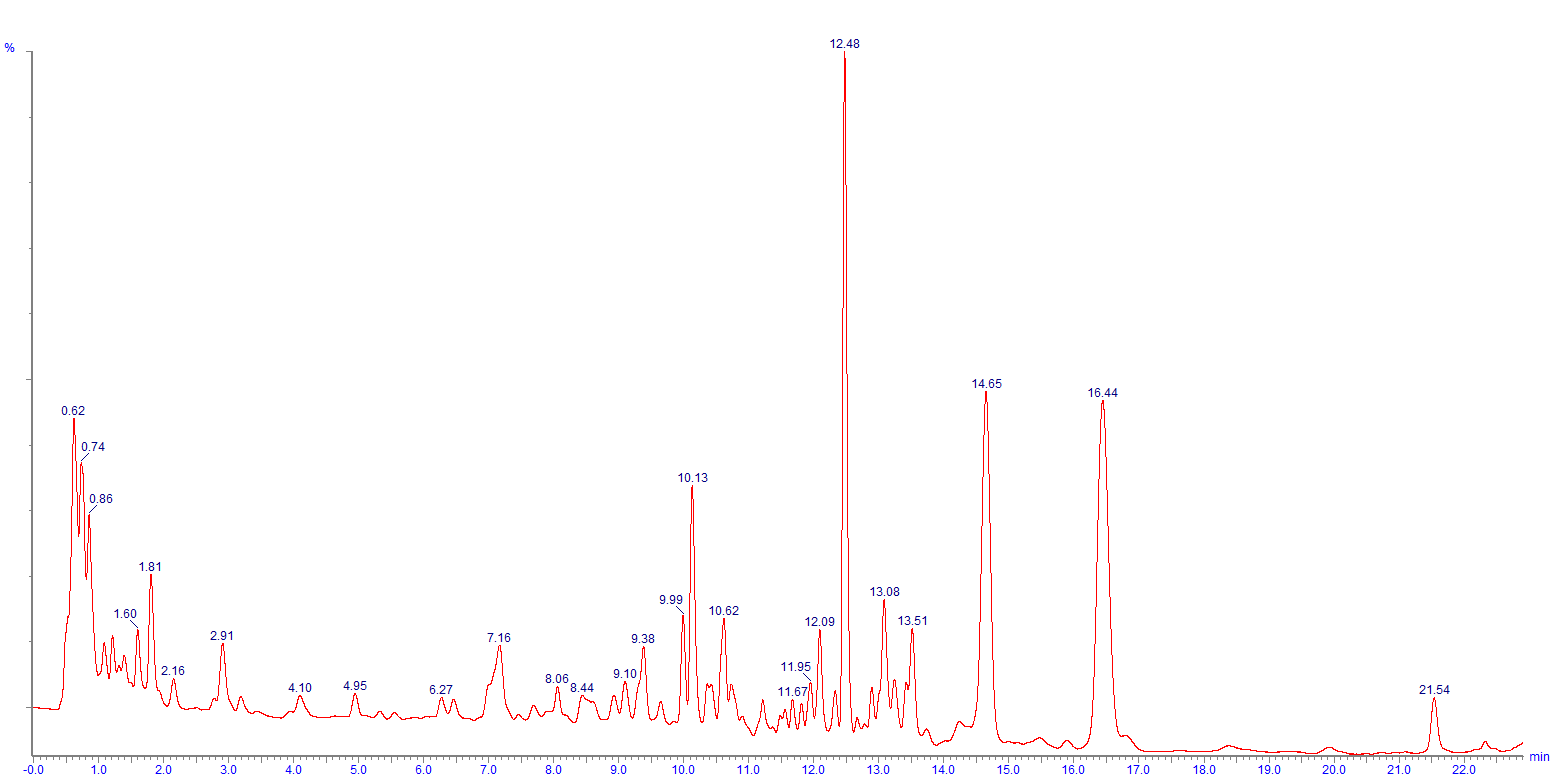
Cromatograma ultraviolat 280 nm en suc de taronja

Menta conté hesperidina.

### Contingut en aliments
Contingut aproximat per 100 grams
- 481 mg menta, assecada
- 44 mg suc de sanguina
- 26 mg suc de taronja
- 18 mg suc de llimona
- 14 mg suc de llimona dolça
- 1 mg suc de poncem

## Metabolisme
L'hesperidina 6-O-alfa-L-ramnosil-beta-D-glucosidasa, és un enzim que usa hesperidina i H₂O per a produir hesperetina i rutinosa, es troba en els Ascomycetes.